# すし太郎 (商品)
すし太郎（すしたろう）は永谷園が1977年から製造・販売するロングセラー商品の名称。ちらし寿司の素である。

## 概要
販売開始から40年となる2017年時点で20億食を販売している。
すし太郎発売以前にも、類似商品はあったが、瓶詰めであったりして、「個別で少量の寿司を作る」には不向きであった。すし太郎は1パック2人前となっており、ファミリー層だけでなく、年配者の家庭、二人暮らしや一人暮らしの家庭でも愛用されたことがヒット商品となった要因に挙げられる。なお、4人前をパックした商品も後に販売され、ファミリー層にもその人気を不動のものにして行った。

## 歴史
「お茶づけ海苔」、「松茸の味お吸いもの」、業界初となるフリーズドライ製法のインスタントみそ汁「あさげ」といったロングセラー商品を産み出した永谷園創業者永谷嘉男は、1976年頃に当時の小学生が食べたい給食のメニューを掲載した新聞記事では、カレー、ハンバーグ、寿司が人気となっており、中でも寿司が最も人気が高かったことに着目。社内のさまざまな部署から人員を集め、寿司に関わる商品を作るためにプロジェクトチームを結成した。
寿司商品をウエット商品として開発を行うことを決定したが、それまでの永谷園ではドライ商品しか扱ってこなかったため、商品開発は悪戦苦闘することになった。一例として、具材を袋詰めする「充填作業」が挙げられる。酢を含む液体やさまざまなサイズの野菜などを高速で、均等に分けるのは当時の技術では難しく、ひとつひとつ茶漉しで具をすくって計量しては手作業で袋に詰めるといった作業が必要であった。商品化はプロジェクト発足から1年半が経ってからで、その後も調味酢の量を減らす、具のつなぎ方を再考するといった試行錯誤は繰り返された。充填する機械化には発売からさらに数年後のこととなる。
当時、生産の機械化は進んでおらず、一部の地区でテスト販売を行い、徐々に販売地区を広げていく方式は一般的に行われており、永谷園もこの方式に倣っている。1977年10月21日に広島県、岡山県の百貨店、スーパーマーケットで販売が開始された。広島、岡山での販売は爆発的な大ヒットではないものの、まずますの売上を記録し、翌1978年に関西地区でも販売を開始する。関西の百貨店で店頭実演販売を行ったところ、瞬く間にすし太郎を売り切ってしまうという大ヒットとなった。
順調に売り上げを伸ばし、圧倒的な数字でトップシェアだったすし太郎だが、シェアを2位に落としたこともある。競合製品の登場とスーパーマーケットでにぎり寿司が販売されることが普通になるという社会変化、消費者の嗜好の変化が原因であった。
永谷園では、ひな祭り、七夕、ハロウィンといったパーティ需要を取り込んだり、きめ細かなリニューアル、新商品の投入などでマンネリ化を回避する施策を取っている。消費者の健康志向の傾向から、従来品が米酢だけだったところに黒酢を加えた「すし太郎 黒酢入り」を主力製品とし、混ぜ込み梅ごまを加えることでカラフルな桃色になる「すし太郎 彩りちらし」やご飯1杯分に合わせた分量の「お茶碗でもすし太郎」といったラインナップを加えていった。冷蔵保存するチルドタイプの「すし太郎プレミアムタイプ」もシリーズ化されている。
これらに加えて、パッケージデザインの変更、テレビCM戦略によって、業界トップに返り咲いている。
発売開始40年を迎えた2017年時点では「すし太郎の名前を知らない人は少ないが、食べたことがない人が多いのではないか」との認識から新作レシピの開発や、新商品の開発は怠らないと永谷園の営業は語っている。

## テレビCM
永谷園では1970年に「鮭茶づけ」のテレビCMに北島三郎を起用し、北島のヒット曲「函館の女」に商品名を乗せた替え歌を使ったテレビCMが人気となり、商品もまたヒットした。すし太郎のテレビCMにも同様に北島が起用され「すし太郎と言えば、北島三郎のCM」と呼ばれるようになり、「当時の子供たちなら一度は歌ったことがあるはず」とも言われるすし太郎のCMソングもまた人気となった。
ユーモアがありながらも、嫌味な印象がない秀逸なCMがすし太郎の人気の一因となったことは想像に難くない。
北島が出演するテレビCMは1991年にいったん終了するが、2001年には復活している。